# فاندرليب (فيرجينيا الغربية)
فاندرليب (بالإنجليزية: Vanderlip, West Virginia)‏ هي منطقة سكنية تقع في الولايات المتحدة في Hampshire County.